# Nobile Contrada del Cordusio
La Nobile Contrada del Cordusio è stata una contrada di Milano appartenente al sestiere di Porta Comasina.

## Confini
La contrada del Cordusio confinava con la Contrada della Piscina dall'angolo tra via Orefici e le Scuole Palatine, all'incrocio tra via Meravigli e via Camperio. Da questo incrocio il confine proseguiva lungo via Camperio, via Cavenaghi, via Rovello, a parte di via Dante, via Broletto, piazza Cordusio e via Tommaso Grossi: qui confinava con il sestiere di Porta Nuova. Il confine proseguiva poi lungo via Mercanti e via del Gallo giungendo poi al Palazzo della Ragione.

## Luoghi di culto
Appartenevano alla contrada la chiesa di San Prospero al Cordusio, la chiesa di San Nazaro in Pietrasanta e la chiesa di San Michele al Gallo, tutte scomparse. 

## Storia

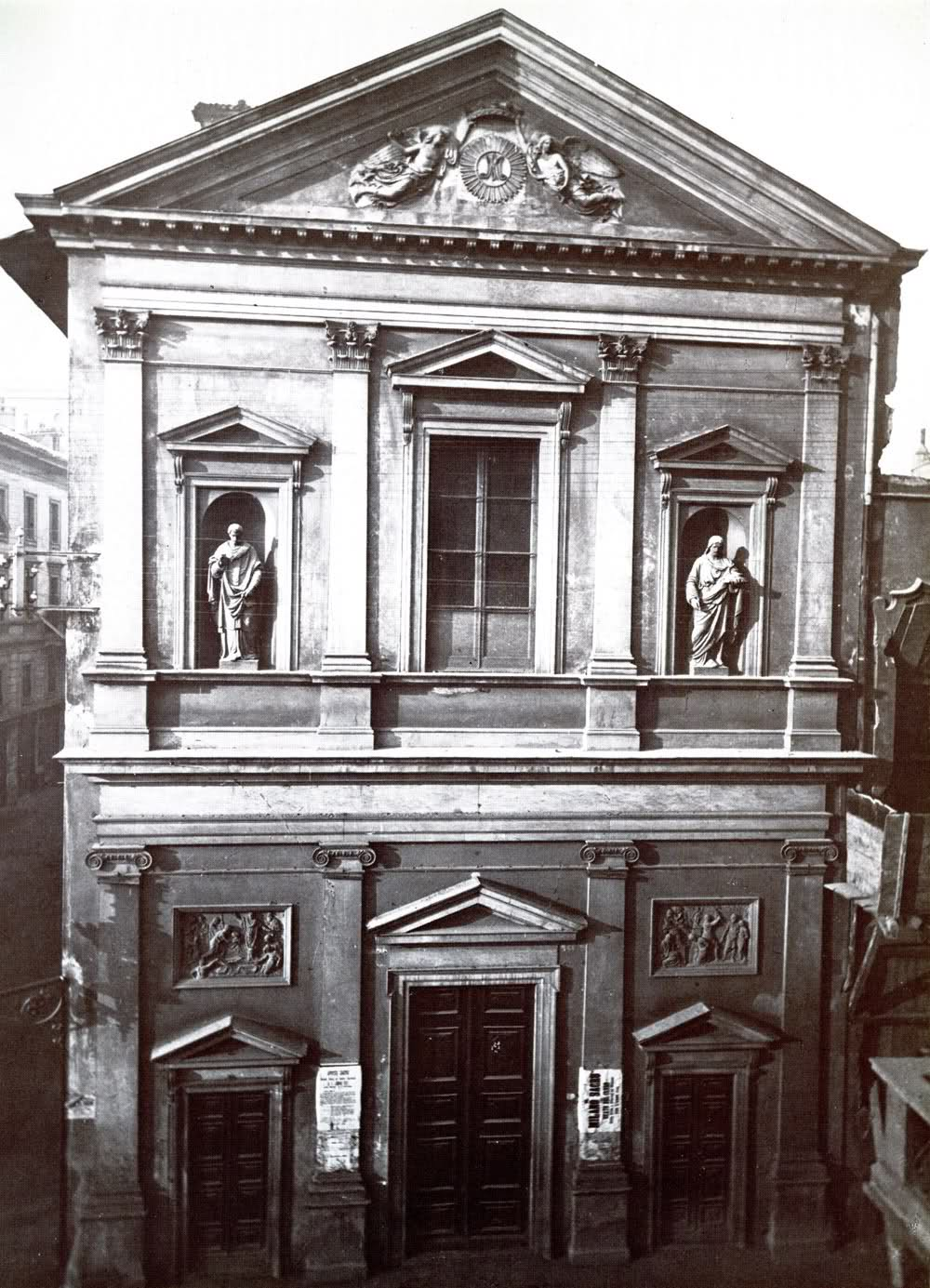
La chiesa di San Nazaro in Pietrasanta

In origine la contrada aveva un'estensione maggiore tant'è che venne scorporata da essa, ad un certo punto, la contrada della Piscina. Ancora su una mappa del 1763 la contrada del Cordusio era quella di maggiore grandezza: su questo documento viene indicato che nella contrada fosse presente il quartiere annonario del sestiere di Porta Comasina. Questo rione era la zona annonaria più grande di Milano. 
Faceva parte della contrada Porta Comasina romana, che per questo motivo era conosciuta anche come Porta del Cordusio: le mura e le porte romane, Porta Comasina compresa, furono poi demolite durante l'assedio di Milano del 1162, che fu opera di Federico Barbarossa, venendo sostituite dalle mura medievali di Milano.
La contrada del Cordusio fu centrale, nella storia di Milano, durante l'epoca imperiale romana e nel corso del Regno longobardo. In epoca preromana, in corrispondenza della moderna piazza Cordusio, fu collocato il campo militare romano (qui posizionato per dare l'assalto al centro celtico dell'antica Milano) che diede poi origine al centro abitato romano di Mediolanum, mentre in epoca longobarda nella contrada era presente il palazzo del duca longobardo, che sorgeva nell'odierna piazza Cordusio, da cui l'origine di questo toponimo: da "De curte ducis" (o "Curia ducis", ossia la "corte dei duchi lombardi"), a "Cortedoxi", quindi "Corduce" e infine "Corduso" o "Cordusio". La contrada del Cordusio iniziò a perdere questo primato dopo l'anno 1000 quando fu affiancata, come contrada di riferimento, da altri quartieri di Milano. 
Degne di nota sono le etimologie della seconda parte del nome delle ultime due chiese sopra citate. "Pietrasanta" richiama la presenza, in questa zona, di una pietra santa pagana sacra agli antichi Romani: con l'avvento del cristianesimo questa tradizione si è trasferita alla nuova religione, che individuò una nuova "pietra santa", questa volta sacra per la liturgia cristiana. 

Scorcio della Nobile Contrada del Cordusio, che faceva parte del sestiere di Porta Comasina, in una foto di fine XIX secolo

Gli storici individuano la "pietra sacra" ai cristiani in un pezzo di colonna di marmo africano probabilmente di epoca romana riportante sulla sommità un bacile per l'acqua santa, oppure in una pietra, forse una lapide sepolcrale, avente un'iscrizione di cui non si è ancora riusciti a capirne il significato (sebbene si ipotizzi che sia un'iscrizione pagana: "petram sanetam" o forse "Herculi in petra sacra"). Entrambe le pietre sono conservate presso la chiesa di San Nazaro: esse diedero poi il nome alla zona intorno alla chiesa di San Nazaro e nonché all'omonima famiglia nobiliare, i Pietrasanta. 
Lo storico Giorgio Giulini ipotizza che questa pietra sia divenuta santa per qualche avvenimento eccezionale legato all'eucaristia. Questa teoria sarebbe confermata, secondo Giulini, dalla presenza, sullo stemma della famiglia dei Pietrasanta, del sopracitato troncone di colonna in marmo africano sormontato da un'ostia. 
Il toponimo "del Gallo" invece è legato alla presenza, un tempo, sul campanile della chiesa, di un gallo dorato. Fu deciso di installare un gallo dorato su edificio religioso per due motivi principali. Il primo era la consuetudine di collocare galli dorati sui campanili delle chiese per indicare i venti (indipendentemente quindi dalla ragione sopra esposta, ovvero della presenza, per questa chiesa, del palazzo dei duchi longobardi), la seconda fu invece il fatto che il gallo fosse un animale caro a sant'Ambrogio, tant'è che il santo dedicò a questo animale alcuni inni, specialmente lodi mattutine. 

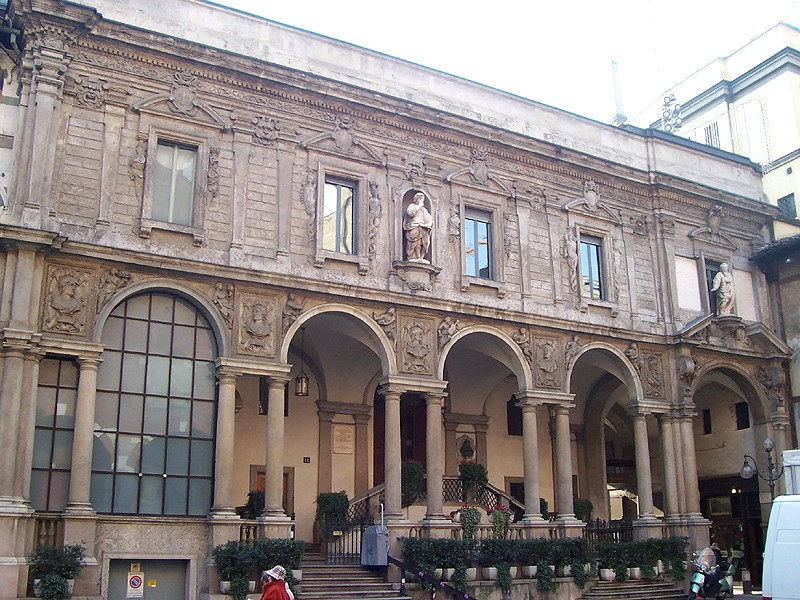
Il Palazzo delle Scuole Palatine

Questo gallo dorato richiamava allegoricamente la "vigilanza", che è uno dei due attributi della giustizia insieme alla "velocità", simboleggiata invece dal cavallo. Sullo stesso luogo dove sorgeva la chiesa di San Michele al Gallo era infatti presente il già citato palazzo del duca longobardo, dove si amministrava anche la giustizia. Il gallo diede poi il nome anche a una strada, "via del Gallo".
Con la sistemazione dei quartieri della zona, il rifacimento di piazza Cordusio e l'apertura della nuova via Dante, che avvenne verso la fine del XIX secolo portando un collegamento diretto tra piazza del Duomo e il Castello Sforzesco, il reticolato di strade appena descritto venne stravolto, con molte vie che scomparvero dalle mappe di Milano. 
La tra le vie che scomparirono ci furono via dei Fustagnari, via delle Galline, piazzetta delle Galline, via San Nazaro in Pietrasanta e via dei Cavenaghi, mentre per altre sono giunte solo a noi solo dei tronconi, a volte spostati in un altro luogo, come via San Michele al Gallo, via Cordusio, via Mangano e via San Prospero. Altri assi viari, oggi ancora presenti, cambiarono nome: l'odierna via Broletto da via San Prospero al Cordusio era chiamata via Cordusio, mentre il tratto della moderna via Santa Maria Segreta tra via Meravigli e via Gabrio Casati era conosciuta come via del Monte di Pietà (ancora più anticamente era denominata via del Mangano).
L'urbanistica di queste vie era di origine romana: il reticolato viario presente un tempo al Cordusio era infatti il medesimo di quello del castrum, ovvero dell'accampamento romano che diede poi origine al centro abitato romano di Mediolanum. Quest'ultimo si trovava poco distante dal primigenio insediamento celtico che diede origine a Milano, chiamato forse Medhelan, da cui poi potrebbe avere avuto anche origine il toponimo latino "Mediolanum".